# 风轮桐属
风轮桐属（学名：Epiprinus）是大戟科下的一个属，为灌木或小乔木植物。该属共有5－6种，分布于印度至东南亚。